# ترایبز هیل (نیویورک)
ترایبز هیل (به انگلیسی: Tribes Hill) یک منطقهٔ مسکونی در ایالات متحده آمریکا است که در شهرستان مونتگومری، نیویورک واقع شده‌است. ترایبز هیل ۶٫۲ کیلومتر مربع مساحت و ۱٬۰۰۳ نفر جمعیت دارد و ۱۲۸ متر بالاتر از سطح دریا واقع شده‌است.